# П'ятидуб (Коростенський район)
П'ятиду́б — село в Україні, у Коростенському районі Житомирської області. Населення становить 13 осіб.

## Історія
10 листопада 1921 р. під час Листопадового рейду через П'ятидуб проходила Подільська група (командувач Сергій Чорний) Армії Української Народної Республіки.

## Населення

### Мова
Розподіл населення за рідною мовою за даними перепису 2001 року:
| Мова       | Кількість | Відсоток |
| ---------- | --------- | -------- |
| російська  | 9         | 69.23%   |
| українська | 3         | 23.08%   |
| румунська  | 1         | 7.69%    |
| Усього     | 13        | 100%     |